# My Way (альбом Ашера)
My Way — второй студийный альбом американского певца Ашера, выпущенный 16 сентября 1997 года при посредничестве лейблов Arista Records и LaFace Records.
Пластинка дебютировала на 4 месте в чарте Billboard 200, став коммерчески успешным. Также альбом My Way дал Ашеру номинации на премию Гремми, тем самым став для исполнителя настоящим прорывом. Всего альбом разошёлся по всему миру тиражом 9 000 000 копий.

## Список композиций
| №   | Название                                 | Длительность |
| --- | ---------------------------------------- | ------------ |
| 1.  | «You Make Me Wanna»                      | 3:38         |
| 2.  | «Just Like Me» (при участии Lil' Kim)    | 3:26         |
| 3.  | «Nice and Slow»                          | 3:48         |
| 4.  | «Slow Jam» (при участии Monica)          | 4:40         |
| 5.  | «My Way»                                 | 3:38         |
| 6.  | «Come Back»                              | 3:47         |
| 7.  | «I Will»                                 | 3:55         |
| 8.  | «Bedtime»                                | 4:45         |
| 9.  | «One Day You'll Be Mine»                 | 3:23         |
| 10. | «You Make Me Wanna (Расширенная версия)» | 5:19         |

## Чарты
| Чарт (1997)                           | Источник               | Пик | Сертификация  | Продажи    |
| ------------------------------------- | ---------------------- | --- | ------------- | ---------- |
| Canadian Albums Chart                 | CRIA/Nielsen SoundScan | 13  | 2x платиновый | 200,000+   |
| U.K. Albums Chart                     | OCC                    | 16  |               |            |
| U.S. Billboard 200                    | Billboard              | 4   | 6x платиновый | 6,000,000+ |
| U.S. Billboard Top R&B/Hip-Hop Albums | Billboard              | 1   | 6x платиновый | 6,000,000+ |